# Odonellia eriocephala
Odonellia eriocephala är en vindeväxtart som först beskrevs av Stefano Moricand, och fick sitt nu gällande namn av Kenneth R. Robertson. Odonellia eriocephala ingår i släktet Odonellia och familjen vindeväxter. Inga underarter finns listade i Catalogue of Life.